# Emmanuel Wanyonyi
Emmanuel Wanyonyi (* 1. August 2004 im Trans-Nzoia District) ist ein kenianischer Mittelstreckenläufer, der sich auf den 800-Meter-Lauf spezialisiert. Über diese Distanz wurde er 2024 in Paris Olympiasieger.

## Sportliche Laufbahn
Erste Erfahrungen bei internationalen Meisterschaften sammelte Emmanuel Wanyonyi im Jahr 2021, als er bei den U20-Weltmeisterschaften im heimischen Nairobi in 1:43,76 min die Goldmedaille im 800-Meter-Lauf gewann. Mit dieser Zeit stellte er einen neuen Meisterschaftsrekord sowie einen kenianischen U18-Rekord auf. Im Jahr darauf siegte er in 1:45,01 min beim Kip Keino Classic und anschließend in 1:44,15 min beim Ostrava Golden Spike sowie in 1:45,47 min beim Meeting International Mohammed VI d’Athlétisme de Rabat. Im Juli erreichte er bei den Weltmeisterschaften in Eugene das Finale und belegte dort in 1:44,54 min den vierten Platz. Bei den Crosslauf-Weltmeisterschaften 2023 in Bathurst siegte er in 23:14 min gemeinsam mit Mirriam Cherop, Kyumbe Munguti und Brenda Chebet in der Mixed-Staffel. Im Mai siegte er in 1:43,32 min beim Kip Keino Classic sowie in 1:44,36 min beim Meeting International Mohammed VI d'Athletisme de Rabat. Zudem siegte er in 1:43,27 min beim Meeting de Paris und gewann dann im August bei den Weltmeisterschaften in Budapest in 1:44,53 min im Finale die Silbermedaille hinter dem Kanadier Marco Arop. Anschließend siegte er in 1:43,20 min bei der Xiamen Diamond League und siegte zum Saisonabschluss in 1:42,80 min Prefontaine Classic und sicherte sich damit den Gesamtsieg in der Diamond League. Im Jahr darauf siegte er in 1:43,57 min erneut beim Kip Keino Classic sowie in 1:43,84 min beim Meeting International Mohammed VI d’Athlétisme de Marrakesch. Bei den kenianischen Trials für die Olympischen Sommerspiele in Paris siegte er in 1:41,70 min und damit einer der schnellsten Zeiten über 800 Meter. Kurz darauf wurde er beim Meeting de Paris in 1:41,58 min Zweiter, ehe er im August bei den Olympischen Spielen in 1:41,19 min im Finale die Goldmedaille gewann. Am 22. August 2024 schob er sich an der Athletissima in Lausanne mit 1:41,11 min auf Platz zwei der ewigen Bestenliste und kurz darauf wurde er beim Memoriał Kamili Skolimowskiej in 1:43,34 min Zweiter. 

## Persönliche Bestzeiten
- 800 Meter: 1:41,11 min, 22. August 2024 in Lausanne